# Martiri di Abitina
I Martiri di Abitina (III-IV secolo d.C.), 49 cristiani giustiziati nel 304 in Africa, nell'attuale Tunisia, per non aver rinunciato alla loro fede, sono venerati come santi dalla Chiesa cattolica.

## Biografia
I martiri di Abitina erano un gruppo di 49 cristiani ritenuti colpevoli, nel 304, durante il regno dell'imperatore Diocleziano, di avere celebrato illegalmente il culto eucaristico domenicale ad Abitina, città della provincia romana nota come Africa.
Il 24 febbraio dell'anno precedente, Diocleziano aveva pubblicato il suo primo editto contro i Cristiani, ordinando la distruzione dei loro testi e dei luoghi di culto in tutto l'Impero Romano, e proibendo loro di riunirsi per le celebrazioni religiose.
Sebbene Fundano, il vescovo di Abitina, avesse obbedito all'editto e consegnato i testi sacri alle autorità, alcuni cristiani continuarono a incontrarsi illegalmente sotto la guida del presbitero Saturnino. Essi vennero arrestati e condotti davanti ai magistrati locali, che li inviarono a Cartagine, la capitale della provincia, per il processo.
Il processo iniziò il 12 febbraio, davanti al proconsole Anulino. Un componente del gruppo, di nome Dativo, era senatore. Interrogato, dichiarò di essere cristiano e di aver preso parte alle riunioni dei cristiani, ma anche sotto tortura rifiutò di rivelare chi le avesse presiedute. Durante gli interrogatori l'avvocato difensore Fortunaziano, fratello di Vittoria, una degli accusati, incolpò Dativo di avere istigato lei e altre ingenue giovani a partecipare alla funzione religiosa; ma lei replicò di avere partecipato con libera volontà e piena consapevolezza. Il proconsole sospese la tortura per chiedere a Dativo se avesse preso parte alla riunione, e Dativo confermò la sua partecipazione. Alla domanda su chi fosse l'istigatore, rispose: "Il presbitero Saturnino e tutti noi". Condotto in prigione, presto morì a causa delle torture subite.
Il presbitero Saturnino, interrogato, non abiurò la sua fede nemmeno sotto tortura; il suo esempio fu seguito da tutti gli altri,  uomini e donne, compresi i suoi quattro figli.
Una delle risposte degli accusati è stata citata spesso. A Emerito, che aveva dichiarato che i cristiani si erano incontrati nella sua casa, fu chiesto perché avesse disobbedito all'ordine dell'Imperatore. Rispose: "Sine dominico non possumus", cioè: "Non possiamo vivere senza celebrare il giorno del Signore". Si riferiva alla celebrazione che l'Imperatore aveva messo fuori legge, alla quale avevano deciso di partecipare anche a costo della tortura e della condanna a morte.
Santa Restituta è considerata uno dei martiri di Abitina.
La loro festa è il 12 febbraio: in tale data li ricorda il Martirologio Romano.
Questi i loro nomi, tratti dal testo di Pio Franchi de' Cavalieri:
- Saturnino, presbitero

Con i figli:
- Saturnino, figlio omonimo, lettore
- Felice, lettore
- Maria, vergine consacrata
- Ilarione, figlio più giovane

Altri martiri:
- Emerito, lettore
- Ampelio, lettore
- un altro Felice
- Rogaziano
- Quinto
- Massimiano o Massimo
- Tecla o Tazelita
- un altro Rogaziano
- Rogato
- Gennaro
- Cassiano
- Vittoriano
- Vincenzo
- Prima
- Ceciliano
- Restituta
- Eva
- un altro ancora Rogaziano
- Giriale
- un altro Rogato
- Pomponia
- Seconda
- Gennara
- Saturnina
- Martino
- Danzio
- un altro ancora Felice
- Margherita
- Maggiore
- Onorata
- Regiola
- Vittorino
- Pelusio
- Fausto
- Deciano
- Matrona
- Cecilia
- Vittoria
- Ercolina
- un'altra Seconda
- un'altra Matrona
- un'altra Gennara